# دنیس سنت جورج دیلی
دنیس سنت جورج دیلی (انگلیسی: Denis St George Daly; ۵ سپتامبر ۱۸۶۲ – ۱۶ آوریل ۱۹۴۲) چوگان‌باز اهل ایرلند بود.